# Copiador de Unix a Unix
UUCP (acrónimo del inglés Unix to Unix Copy Protocol, Protocolo de copia de Unix a Unix) hace generalmente referencia a una serie de programas de computadoras y protocolos que permiten la ejecución remota de comandos y transferencia de archivos, correo electrónico y Netnews entre computadoras.
Específicamente, UUCP es uno de los varios programas en la serie, ofreciendo una interfaz de usuario para operaciones de copia de archivos. La serie de programas UUCP también incluye uux (interfaz de usuario  para la ejecución remota de comandos), uucico (programa de comunicaciones), uustat (estadísticas y reportes sobre actividades recientes), uuxqt (ejecutar comandos enviados desde otras máquinas), y uuname (parar reportar el nombre uucp del sistema local).
Si bien UUCP fue originalmente desarrollado y se encuentra fuertemente asociado a Unix, existen implementaciones de UUCP para otros sistemas operativos, incluyendo MS-DOS de Microsoft, VAX/VMS de Digital, AmigaOS de Commodore, y Mac OS.